# Bioscoop

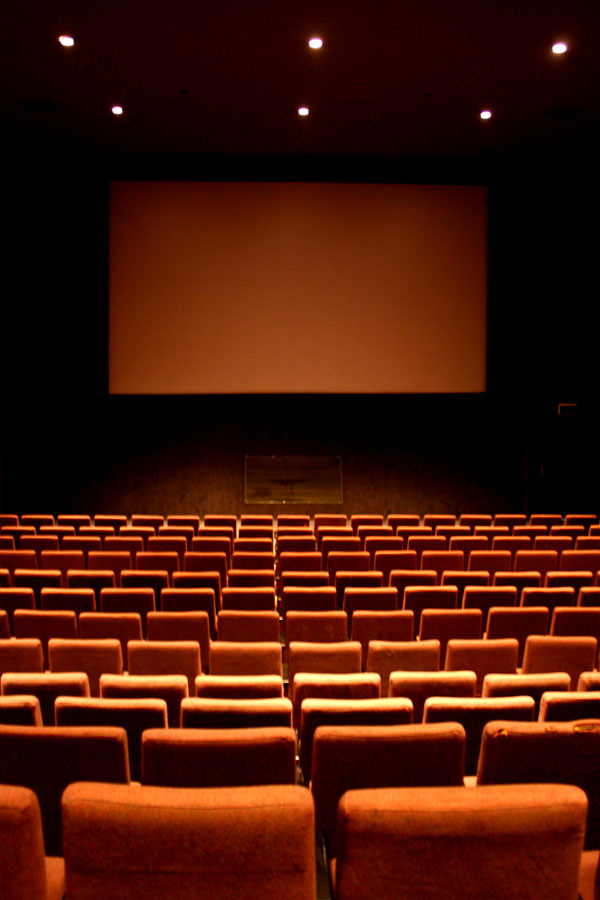
Een bioscoopzaal.

Een bioscoop (in België ook cinema genoemd) is een publieke uitgaansgelegenheid die gericht is op het bekijken van films. Bioscopen maken onderscheid tussen een cityplex (tot zeven zalen), een multiplex (tot veertien zalen) en een megaplex (vijftien of meer zalen). De verschillende zalen in een bioscoop hebben meestal een verschillend aantal zitplaatsen.
Het woord bioscoop komt uit het Grieks, van de woorden βιος, bios (dat leven betekent) en σκοπειν, skopein (dat kijken betekent).

## Ontwerp en inrichting

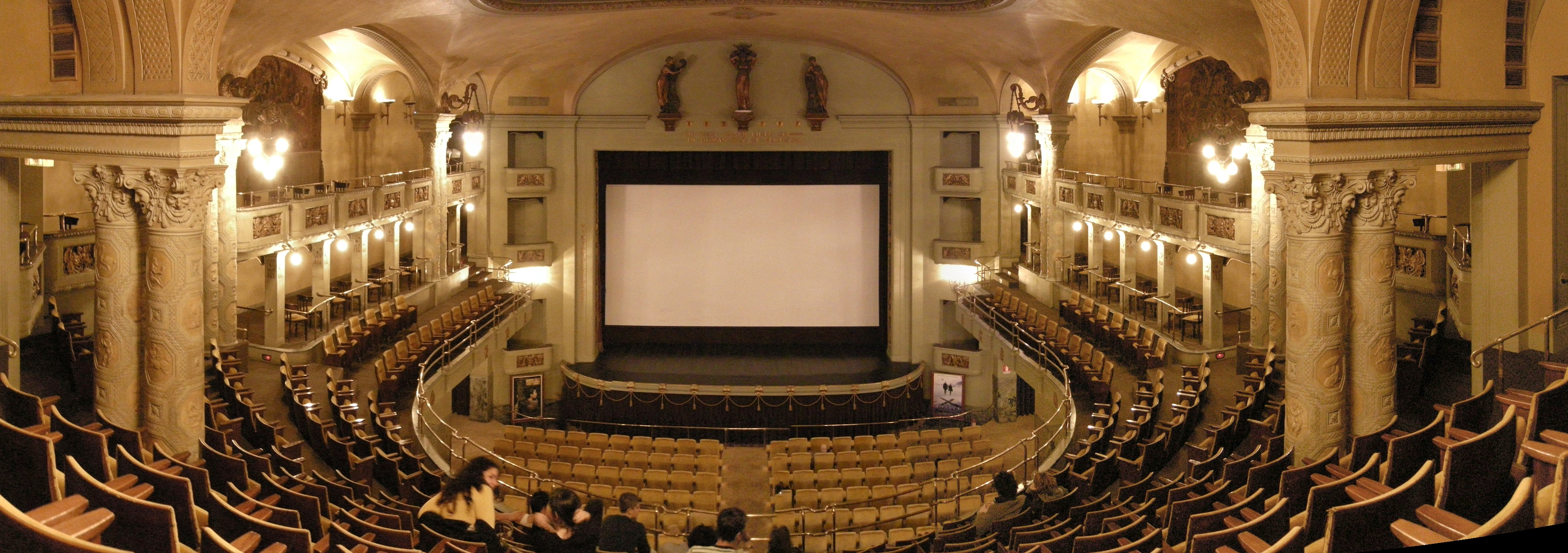
Cinema Odeon in Florence.

Een bioscoop is qua inrichting te vergelijken met een theater, en bestaat over het algemeen uit een zaal met rijen stoelen en een foyer met daaraan grenzende kassa's, eet- en drinkfaciliteiten en toiletten. Er zijn theaters die in een bioscoop kunnen transformeren door er een scherm naar beneden te laten waarop een projector wordt gericht; bijvoorbeeld voor het verzorgen van congressen e.d. Traditionele bioscoopzalen beschikken vaak over een balkon, een hoger gelegen verdieping, en loges aan de zijwanden, waar de zitplaatsen meestal groter, zachter en comfortabeler zijn en een hogere toegangsprijs voor moet worden betaald.
De modernere bioscoopzalen worden ingericht volgens een patroon waarbij iedere rij hoger ligt dan de voorgaande rij, om op die manier de bezoekers vrij zicht te geven op het filmdoek. In zalen waar de stoelen op dezelfde hoogte zijn geplaatst is het scherm soms hoger geplaatst, maar dit geeft verticaal een ongunstige kijkhoek voor wie vooraan zit. Soms verspringen de rijen, waardoor de bezoekers tussen de hoofden van de mensen voor hen door kunnen kijken.

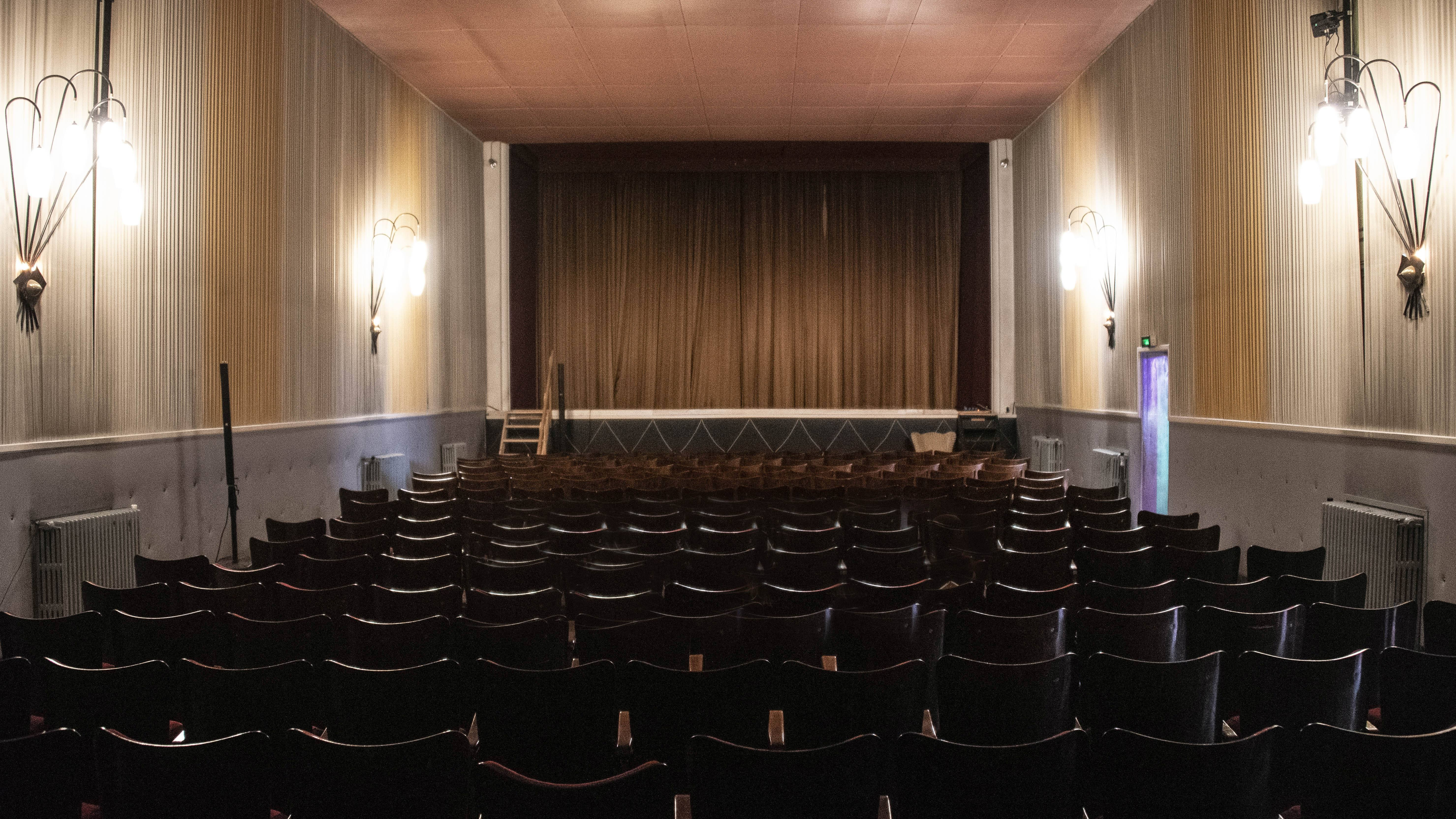
Cinema De Keizer in het Cultuurhuis De Keizer te Lichtervelde

Omdat de ruimte tussen de rijen vaak beperkt is, worden deze meestal op enkele plaatsen doorbroken door trappen/paden om de toegankelijkheid van de zitplaatsen te vergroten. In oudere bioscopen werden trappen gemarkeerd met lichten die in de stoelen waren verwerkt. Later zijn op de trap zelf vaak lampjes of lichtgevende markeringen aangebracht.

## Prijzen en toegang

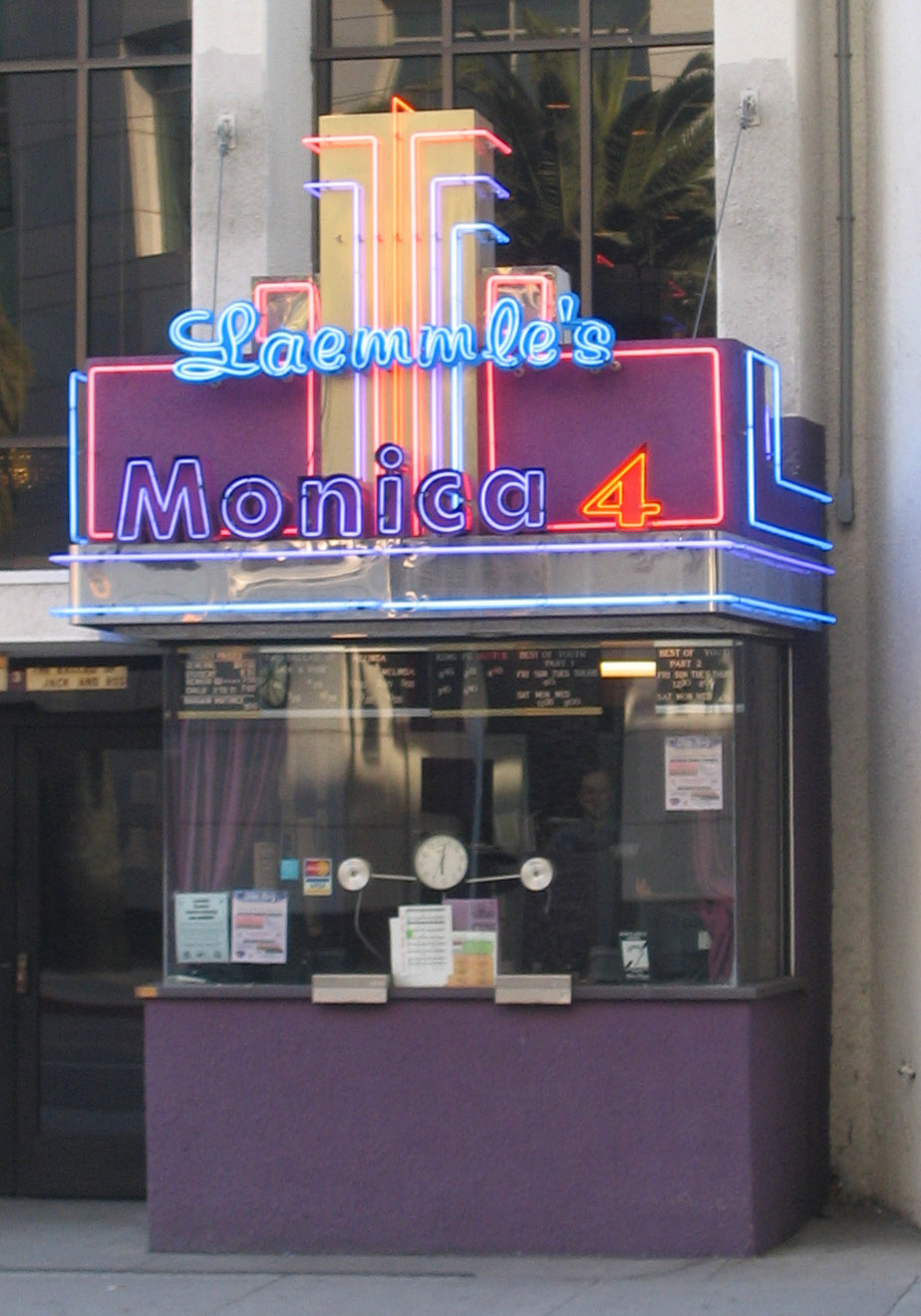
Kaartverkoop van de Laemmle's Monica 4 bioscoop in Santa Monica, Californië.

Bezoekers moeten in de meeste gevallen een kaartje kopen dat hen toegang geeft tot de bioscoop. Afhankelijk van de bioscoop, mogen bezoekers hun plaats zelf uitzoeken, of wordt op het toegangsbewijs aangeven welke stoel de bezoeker gedurende de film tot zijn beschikking heeft. In het laatste geval heeft de bioscoop vaak ouvreuses en plaatsaanwijzers in dienst, medewerkers die de bioscoopbezoekers hun plaats wijzen. Daarnaast kan bij de kassa op een scherm worden afgelezen welke plaatsen bezet zijn, zodat vastgesteld kan worden welke plaatsen vrij zijn. Dit is ook te zien op de site van de bioscoop, zodat mensen die online willen reserveren kunnen zien welke plekken nog vrij zijn.
's Avonds, in het weekend of tijdens filmpremières liggen de toegangsprijzen over het algemeen hoger dan op andere dagdelen en op dagen als maandag en dinsdag. Daarnaast doen bijna alle bioscopen aan prijsdiscriminatie, waarbij kinderen, studenten en 65-plussers minder hoeven te betalen.
Voor langere film of met 3D-techniek een toeslag betaald worden.
Voorheen werden de toegangskaartjes gekocht aan de kassa of telefonisch. In een later stadium werd het mogelijk via internet of een kaartautomaat bioscoopkaartjes te kopen. 

### Leeftijd

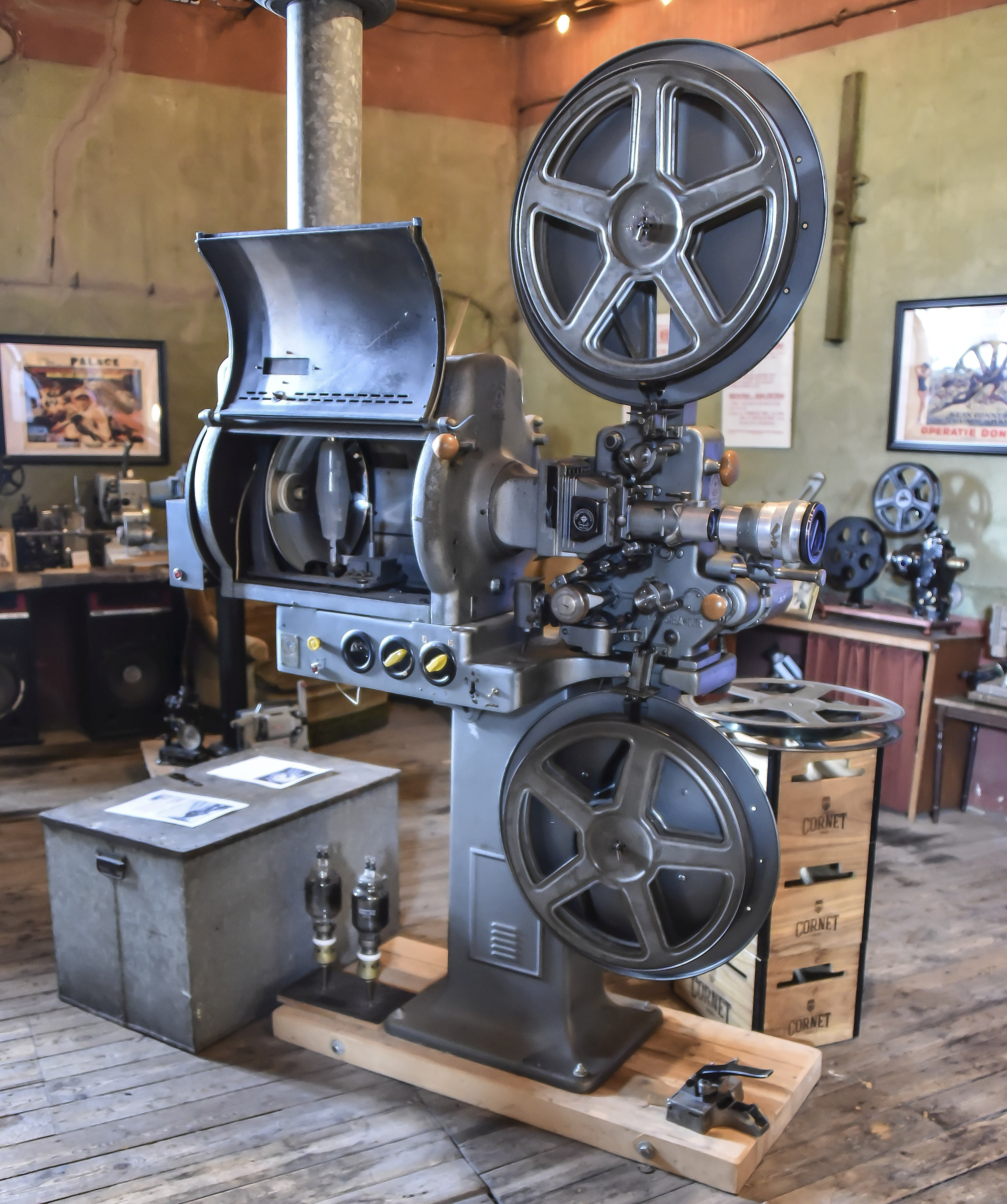
Een oude filmprojector in het Cultuurhuis De Keizer

In Nederland worden alle films beoordeeld aan de hand van de Kijkwijzer, die onder meer aangeeft of de film geschikt is voor een bepaalde leeftijd. Er geldt een wettelijk verbod voor bioscoopexploitanten om jongeren onder de 16 toe te laten bij een film in de kijkwijzercategorie 16 of 18 jaar. Daarom wordt in twijfelgevallen naar de identiteitskaart gevraagd.

## Bioscoopprogramma
In Nederland loopt het wekelijkse bioscoopprogramma van donderdag t/m woensdag. Gevolg is dat nieuwe films gewoonlijk op een donderdag in première gaan. Soms gebeurt dit op woensdag. Voor zover er voorpremières zijn vinden die meestal op zaterdagnacht plaats. Verder zijn er, zonder aankondiging welke film wordt gedraaid, de sneakpreviews.
Het bioscoopprogramma wordt vaak in de nacht van maandag op dinsdag voor de nieuwe filmweek op internet bekendgemaakt. Dit gebeurt niet eerder, omdat het van het aantal bezoekers afhangt of een film in de nieuwe week wederom geprogrammeerd wordt. Hiervoor bestaan speciaal op filmpubliek georiënteerde websites en de websites van individuele bioscopen en bioscoopketens. 
Er zijn folders met het bioscoopprogramma, zogenaamde filmladders, met een weekoverzicht van de bioscoopagenda in een verticale vorm, waarbij de tijden per bioscoop gegroepeerd zijn. Per bioscoop staan de films die er in de week draaien met de speeltijden. Een dergelijke filmladder toont het programma voor alle bioscopen in een of enkele steden. Publicatie in kranten is voor een groot deel afgeschaft. Het bioscoopprogramma kan deel uitmaken van een algemenere uitagenda.

## Bioscopen in Nederland en België

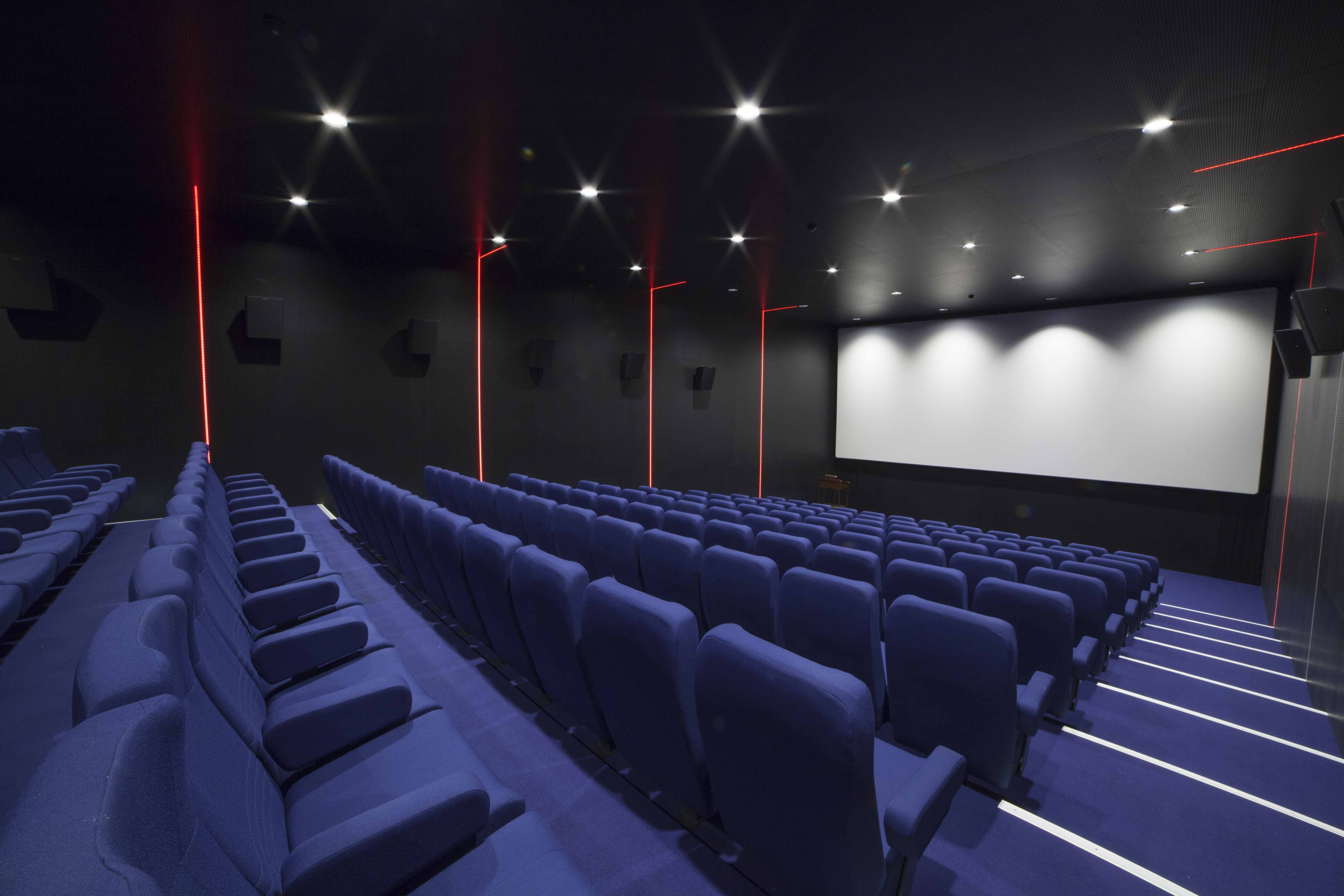
Filmzaal in Helmond

De eerste bioscoop in Nederland was het Kurhaustheater, dat als Cinématographe Lumière op 9 juni 1896 in Scheveningen werd geopend. Het was  maar een kort leven beschoren, want op 30 september werd wegens het tanend aantal bezoekers en de achteruitgang van de beeldkwaliteit door slijtage aan de transportstrook van de celluloidfilm, de laatste voorstelling gegeven. Een door de Nederlandse Bioscoopbond in 1956 ter ere van het 60-jarig bestaan van de filmvoorstellingen in Nederland geplaatste gedenksteen in het Kurhaus herinnert aan de eerste bioscoop in Nederland. 
Nederland heeft 154 reguliere bioscopen (2016), 40 filmtheaters, 79 kleine filmtheaters/filmhuizen, 4 openluchtbioscopen, ongeveer 60 seksbioscopen, 1 Virtual Reality bioscoop (sinds 2016) en 1 panoramavliegsimulator (sinds 2017). Vrij veel bioscopen zijn onderdeel van een keten. Cineville is een samenwerkingsverband van een aantal bioscopen.
De grootste bioscoopketens in Nederland zijn Pathé, Vue en Kinepolis. 
Alle drie de ketens hebben hun wortels in andere landen liggen. Pathé heeft haar wortels in Frankrijk liggen, Vue komt uit Groot-Brittannië en Ierland en Kinepolis is een Belgische keten. 
De grootste bioscoopketens in België zijn Kinepolis en UGC. Kinepolis in Brussel was in 1988 een van de eerste megaplex-bioscopen ter wereld met 25 zalen en 7500 stoelen.
Het grootste scherm in Nederland heeft zaal 1 van de Vuebioscoop in Kerkrade met 12 x 24 meter, direct gevolgd door het scherm van 10,9 x 26 meter in zaal 12 van Kinepolis Jaarbeurs in Utrecht. De voormalige drive-inbioscoop in Landgraaf (1979 - 2001) had een nog groter scherm: 12 × 28 meter. Pathé Arnhem heeft het grootste IMAX-scherm van Nederland. Het scherm heeft een afmeting van 21 x 12 meter.
Pathé Arena in Amsterdam is met 3250 stoelen verdeeld over 14 zalen de grootste bioscoop van Nederland, gevolgd door Kinepolis Jaarbeurs met 3200 stoelen. De grootste bioscoopzaal van Nederland is te vinden in Pathé Ede te Ede met 1033 stoelen in de ExpoTheater zaal.
In 2002 werd de eerste 4D-film in Nederland vertoond in attractiepark de Efteling (PandaDroom, later Fabula). Bij de stereoscopische film werden special effects toegevoegd om de vierde dimensie te creëren. Special effects waren bewegende banken, geur-, water- en luchteffecten.
Deze technologie bleef lange tijd weg uit de Nederlandse bioscopen. 
Vanaf 2017 worden er onder een andere naam '4DX' de stappen gemaakt om de 4D ook in bioscopen te introduceren.

### Nederlandse Vereniging van Bioscopen en Filmtheaters (NVBF)
De Nederlandse Vereniging van Bioscopen en Filmtheaters (NVBF) is de brancheorganisatie waar vrijwel alle bioscoop- en filmtheaterexploitanten in Nederland lid van zijn.
Voorwaarden voor lidmaatschap zijn onder meer:
- beschikken over een 35mm filmprojector en/of een digitale projector met een resolutie van minimaal 2K (2048×1080 pixels) (de DCI-standaard)
- beschikken over een vaste vertoningsruimte (met vaste projectie opstelling en projectiescherm, aparte projectiecabine en vast stoelenplan)
- minimaal een keer per week een film vertonen
- meedoen aan acties om het bioscoopbezoek aan te moedigen.

### Digitalisering
Sinds 2012 zijn vrijwel alle filmvertoningen in Nederland en België digitaal. Cinema Digitaal is de landelijke, door de overheid gesteunde organisatie die de regie voerde bij de invoering, in samenwerking met Arts Alliance Media. Distributeurs, die de kosten besparen van de productie en het transport van fysieke kopieën, betalen gedurende een aantal jaren een virtual print fee (VPF) per digitale premièrekopie die ze uitbrengen. Dit geld draagt bij aan de financiering van de apparatuur in de bioscopen. 

## Nabespreking, livepresentatie en -uitzending
Soms is er na een film een nabespreking met makers van de film, bijvoorbeeld de regisseur, de scenarioschrijver en enkele acteurs. Het publiek kan dan vragen stellen. 
Bioscopen worden regelmatig ingezet om live-uitzendingen van bijvoorbeeld een opera-uitvoering of een concert elders. Ook is een soort videoconferentie mogelijk, in de zin dat de communicatie naar de bioscoop toe high-definition video is en in de andere richting audio; er is dan een combinatie van live-uitzending (op het moment zelf) en livepresentatie (in de zaal aanwezig). 

## Bioscoopbezoek in Nederland
In 1956 bereikte het aantal bioscoopbezoeken in Nederland een piek van 70 miljoen per jaar. Maar door de opkomst van televisie, videorecorder en dvd-speler daalde dit tot zo'n 15 miljoen in 1985. Sindsdien neemt het bioscoopbezoek weer toe: in 2012 werden er zo'n 30 miljoen kaartjes verkocht. De helft van alle Nederlanders gaat minstens eenmaal per jaar naar de film; gemiddeld komt het bioscooppubliek vier keer per jaar naar een film kijken.In 2020 en 2021 waren er minder bezoekers vanwege de coronapandemie die in 2020 uitbrak. Hierdoor moesten bioscopen in deze jaren vaak en langdurig sluiten.

## Openluchtbioscoop
Films kunnen bij goed weer in de open lucht worden vertoond, meestal tegen het einde van de zomer als het eerder donker wordt. Op een groot plein of grasveld worden dan voordat het donker wordt een scherm, speakers en een container of wagen met projector geplaatst. Op dit scherm worden dan zodra het donker is films vertoond.
Een variant hierop is de drive-in bioscoop, waarbij mensen op een parkeerterrein of grasveld films kunnen zien vanuit hun auto. Hierbij is het geluid van de film te horen via de autoradio. Bij een drive-in bioscoop zijn soms ook aparte zitplaatsen voor mensen zonder auto, bijvoorbeeld op een podium, zodat ook mensen die geen auto hebben naar de film kunnen kijken. Toegang tot een openluchtbioscoop of drive-in bioscoop kan gratis zijn of men moet hiervoor een kaartje kopen. Dit verschilt per evenement.